# Dworzec (Biskupiec)
Dworzec (deutsch Schönbruch) ist ein Ort in der polnischen Woiwodschaft Ermland-Masuren. Er gehört zur Gmina Biskupiec (Stadt-und-Land-Gemeinde Bischofsburg) im Powiat Olsztyński (Kreis Allenstein).

## Geographische Lage
Dworzec liegt in der westlichen Mitte der Woiwodschaft Ermland-Masuren, 28 Kilometer südwestlich der früheren Kreisstadt Rößel (polnisch Reszel) bzw. 31 Kilometer östlich der heutigen Kreismetropole und auch Woiwodschaftshauptstadt Olsztyn (deutsch Allenstein).

## Geschichte
Im Jahre 1785 wurde Schönbruch als adliges Vorwerk und Bauerndorf mit 14 Feuerstellen erwähnt, 1820 ebenso mit 13 Feuerstellen bei 106 Einwohnern. Als 1874 der Amtsbezirk Raschung (polnisch Rasząg) im ostpreußischen Kreis Rößel gebildet wurde, war der Gutsbezirk Schönbruch ein Teil desselben.
Zählte Schönbruch im Jahre 1885 noch 102 Einwohner, so waren es im Jahre 1910 nur noch 90.
Am 30. September 1929 gab der Gutsbezirk Schönbruch seine Eigenständigkeit auf: er schloss sich mit der angrenzenden Nachbargemeinde Zabrodzin (polnisch Zabrodzie) zur neuen Landgemeinde Schöndorf zusammen.
In Kriegsfolge kam Schönbruch – nun als Ortsteil von Schöndorf – im Jahre 1945 mit dem gesamten südlichen Ostpreußen zu Polen. Das ehemalige Schönbruch wurde wieder verselbständigt und erhielt die polnische Namensform „Dworzec“. Heute ist der Ort eine Ortschaft im Verbund der Stadt-und-Land-Gemeinde Biskupiec (Bischofsburg) im Powiat Olsztyński (Kreis Allenstein), von 1975 bis 1998 der Woiwodschaft Olsztyn, seither der Woiwodschaft Ermland-Masuren zugehörig.

## Kirche
Bis 1945 war Schönbruch in die evangelische Kirche Bischofsburg (polnisch Biskupiec) in der Kirchenprovinz Ostpreußen der Kirche der Altpreußischen Union, außerdem in die römisch-katholische Kirche der Stadt im damaligen Bistum Ermland eingepfarrt.
Heute gehört Dworzec kirchlich weiterhin zur Stadt Biskupiec: zur dortigen katholischen Pfarrei, die jetzt dem Erzbistum Ermland zugeordnet ist, und zur evangelischen Kapellengemeinde, einer Filialgemeinde von Sorkwity (Sorquitten) in der Diözese Masuren der Evangelisch-Augsburgischen Kirche in Polen.

## Verkehr
Dworzec liegt an einer Nebenstraße, die bei Rzeck (Ridbach) von der zurzeit im Ausbau zur Schnellstraße 16 begriffenen polnischen Landesstraße 16 (einst deutsche Reichsstraße 127) abzweigt und in südlicher Richtung über Ługi (Wiesenthal) bis nach Botowo (Bottowen, 1938 bis 1945 Bottau) führt.
Eine Anbindung an den Bahnverkehr besteht nicht.